# Nivación

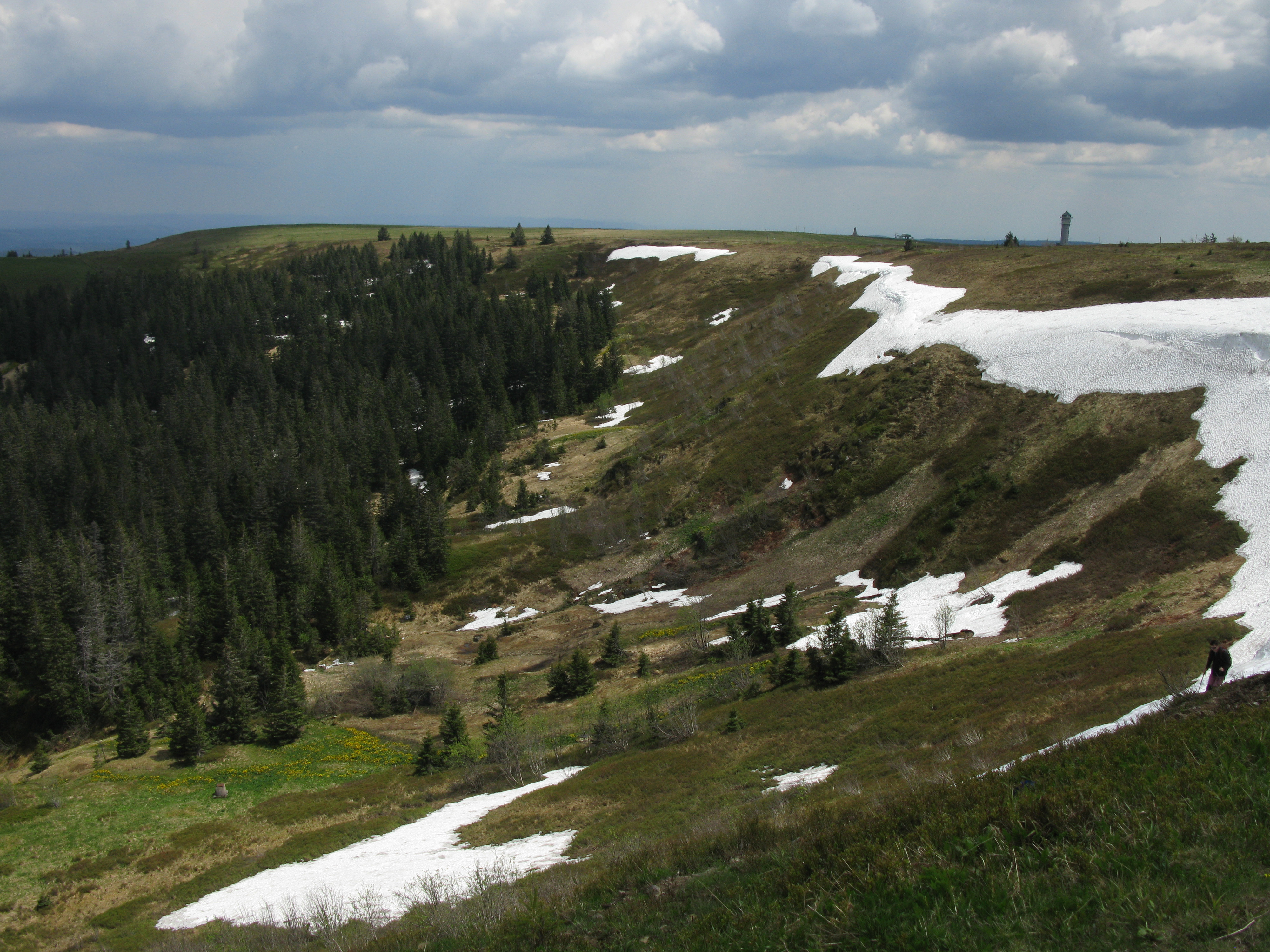
Selva Negra en Alemania.

Nivación es el término que hace mención a los procesos de meteorización y erosión asociados a neveros persistentes. El término nivación fue introducido y definido por F.E. Matthes en 1900. Existen discrepancias entre científicos sobre la definición exacta y utilidad del concepto de nivación.